# 스기야마 다카코
스기야마 다카코(일본어: 杉山 貴子, 1991년 4월 4일 ~ )는 일본의 여자 축구 선수이다.

## 구단 경력
나데시코 리그의 AS 엘펜 사이타마, AS 하리마 앨비언, 오카야마 유노고 벨에서 활동했다.

## 국가대표팀 경력
그녀는 2008년 FIFA U-17 여자 월드컵에 참가할 일본 U-17 국가대표팀에 발탁되었으며, 1경기에 출전했다. 2011년 하계 유니버시아드에도 출전, 은메달 획득에 기여했다.